# Campionato italiano di Formula 3 1994
Il Campionato italiano di Formula 3 1994 fu il trentesimo della serie. Fu vinto da Giancarlo Fisichella della scuderia RC Motorsport su Dallara F389-Opel.